# Соснівка (станція)
Сосні́вка (колишня назва — Сілець-Завоне) — проміжна залізнична станція Львівської дирекції Львівської залізниці на неелектрифікованій лінії Сапіжанка — Ковель між станціями Гірняк (8 км) та Добротвір (13 км). Розташована в місті Соснівка Шептицького району Львівської області.

## Історія
Станція відкрита в складі залізниці Львів — Сокаль, ймовірно під час Першої світової війни, під первинною назвою Сілець-Завоне. Сучасна назва вживається з кінця 1990-х років (на мапі залізниць України 1998 року видання вказана як Сілець-Завоне).

## Пасажирське сполучення
На станції Соснівка зупиняються поїзди далекого сполучення № 113/114 Харків — Київ — Львів та № 131/132 Дніпро — Київ — Львів (за особливим графіком).
Приміське сполучення здійснюється поїздами, що прямують у сполученні Львів — Сокаль.
До російського вторгнення в Україну через станцію курсував нічний швидкий поїзд «Галичина» № 142/141 сполученням Львів — Бахмут.